# Misty Mountain Hop
Misty Mountain Hop je píseň anglické rockové skupiny Led Zeppelin. Poprvé byla vydána na čtvrtém albu skupiny,  (Led Zeppelin IV) z roku 1971. V USA a Austrálii byla píseň vydána na straně B singlu Black Dog“. Píseň byla nahrána v Headley Grange, sídle s nahrávacím studiem v Hampshire v Anglii, kde skupina také žila.

## Text
Nejčastější interpretací obsahu textu je střet s policií v parku po kouření marihuany a následném odjezdu do „Misty Mountains“ (Mlžných Hor) – zde je možný odkaz na dílo J. R. R. Tolkiena Hobit. Odkazy na díla Tolkiena se dají nalézt i v dalších písních – Bron-Y-Aur Stomp, The Battle of Evermore a Ramble On.

## Živá představení
Misty Mountain Hop byla na koncertech hrána pravidelně od roku 1972 přes rok 1973, často spojena se skladbou Since I've Been Loving You (možno zhlédnout na Led Zeppelin DVD). Skladba byla také hrána v Knebworthu v roce 1979. Přeživší členové skupiny také hráli skladbu na koncertě 40. narozenin hudebního vydavatelství Atlantic Records v roce 1988 s Jasonem Bonhamem jako bubeníkem po svém zemřelém otci a o rok později na jednadvacátých narozeninách dcery Roberta Planta. Píseň zazněla i na koncertě v O2 Aréně v Londýně 10. prosince 2007.